# Lawrencium
Lawrencium (chemická značka Lr) je patnáctým (posledním) členem z řady aktinoidů, jedenáctým transuranem, silně radioaktivní kovový prvek, připravovaný uměle (v přírodě se nevyskytuje) ozařováním jader kalifornia.
Lawrencium je radioaktivní kovový prvek, který doposud nebyl izolován v dostatečně velkém množství, aby bylo možno určit všechny jeho fyzikální konstanty. Vyzařuje α a γ záření a je silným zdrojem neutronů, proto je nutno s ním manipulovat za dodržování bezpečnostních opatření pro práci s radioaktivními materiály. O jeho sloučeninách a jejich chemickém chování je známo velmi málo.

## Historie

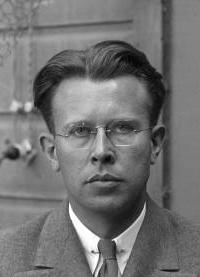
Ernest Orlando Lawrence

Lawrencium bylo poprvé připraveno 14. února 1961 v laboratořích kalifornské university v Berkeley za pomoci nového lineárního urychlovače částic. Při uvedeném experimentu byl bombardován terč z izotopů kalifornia o hmotnosti 3 mg jádry boru 10B a 11B a bylo získáno lawrencium 257Lr s poločasem přeměny kolem 4 sekund.
 252
98 Cf +  11
5 B →  258
103 Lr + 5  1
0 n
Za jeho objevitele jsou označováni Albert Ghiorso, Almon Larsh, Robert M. Latimer a Torbjørn Sikkeland. Prvek byl pojmenován na počest vynálezce cyklotronu Ernesta O. Lawrence. Je zajímavé, že zpočátku byl tomuto prvku přiřazen symbol Lw, ale v roce 1997 na zasedání IUPAC v Ženevě byla značka lawrencia změněna na Lr.
Roku 1967 byl v laboratořích Ústavu jaderného výzkumu v Dubně v bývalém Sovětském svazu oznámen pozorovaný vznik izotopu lawrencia 256Lr po reakci jader americia 243Am s atomovým jádrem kyslíku 18O.[zdroj?]
 243
95 Am +  18
8 O →  256
103 Lr + 5  1
0 n

## Izotopy
Dodnes je známo celkem 16 izotopů lawrencia, z nichž je nejstabilnější 266Lr s poločasem přeměny 11 hodin:
| Izotop | Rok objevu                | Reakce         | Poločas přeměny |
| ------ | ------------------------- | -------------- | --------------- |
| 251Lr  |                           |                | ?               |
| 252Lr  | 2001                      | 209Bi(50Ti,3n) | 0,36 s          |
| 253Lr  | 1985                      | 209Bi(50Ti,2n) | 1,49 s          |
| 253Lrm | 2001                      | 209Bi(50Ti,2n) | 0,57 s          |
| 254Lr  | 1985                      | 209Bi(50Ti,n)  | 18,4 s          |
| 255Lr  | 1970                      | 243Am(16O,4n)  | 31,1 s          |
| 256Lr  | 1961 ? 1965 ? 1968 ? 1971 | 252Cf(10B,6n)  | 27 s            |
| 257Lr  | 1958 ? 1971               | 249Cf(15N,α3n) | ≈4 s            |
| 258Lr  | 1961 ? 1971               | 249Cf(15N,α2n) | 4,1 s           |
| 259Lr  | 1971                      | 248Cm(15N,4n)  | 6,2 s           |
| 260Lr  | 1971                      | 248Cm(15N,3n)  | 180 s           |
| 261Lr  | 1987                      | 254Es + 22Ne   | 39 min          |
| 262Lr  | 1987                      | 254Es + 22Ne   | 4 h             |
| 263Lr  |                           |                | ?               |
| 264Lr  |                           |                | ?               |
| 265Lr  |                           |                | ?               |
| 266Lr  |                           |                | 11 h            |